# Freie-Software-Bewegung

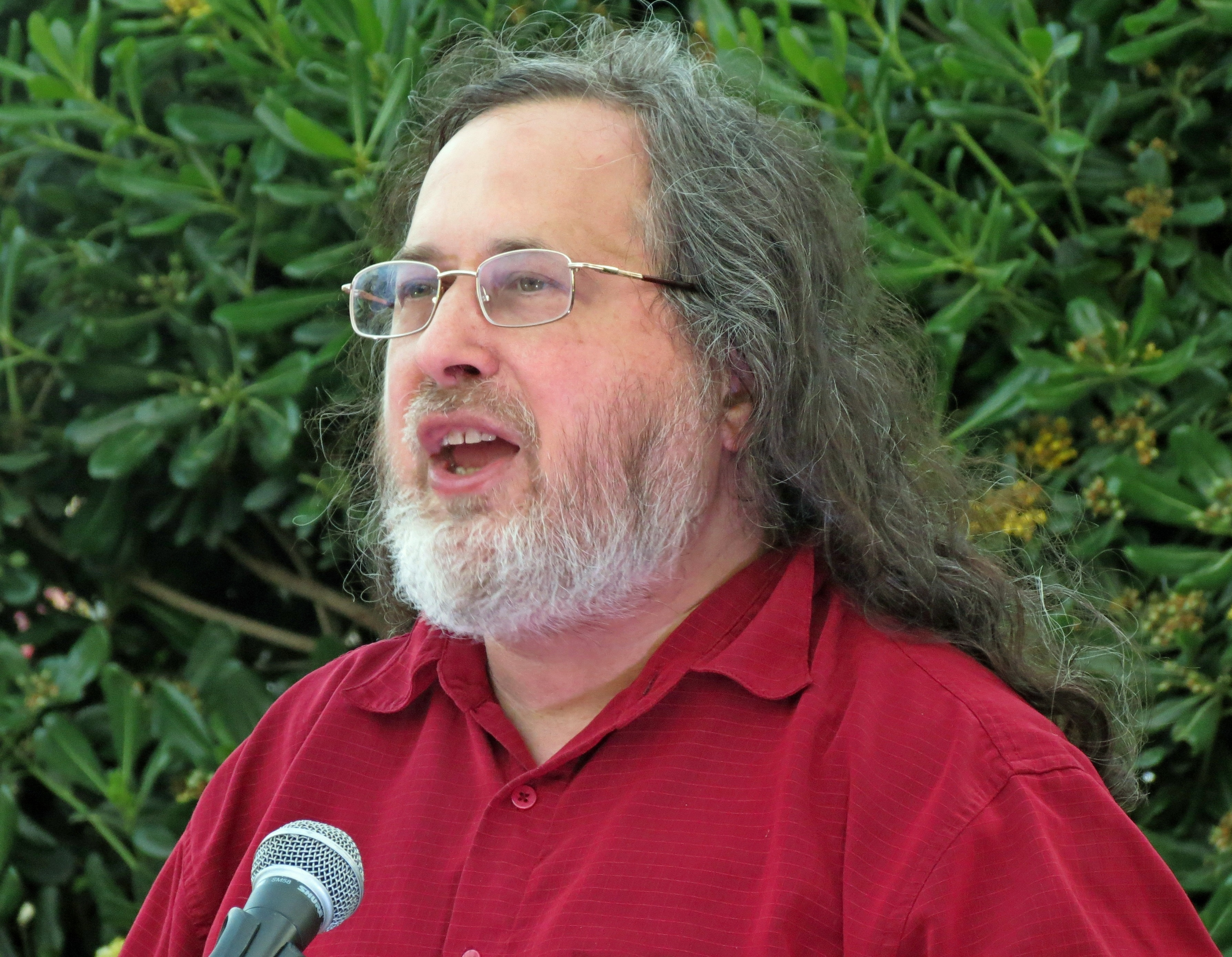
Richard Stallman, Gründer des GNU-Projekts und der Freien-Software-Bewegung (2015)

Die Freie-Software-Bewegung ist eine soziale Bewegung mit den Zielen, Freie Software zu propagieren und damit bestimmte Freiheiten für Benutzer von Software zu erreichen oder diese zu wahren: Die Freiheit, die Software auszuführen, zu studieren und zu ändern sowie Kopien der Software mit oder ohne Änderungen verteilen zu können. Obwohl er sich auf Traditionen und Philosophien unter Mitgliedern der 1970er Hackerkultur und Akademia stützte, gründete Richard Stallman formell die Bewegung im Jahr 1983 durch die Gründung des GNU-Projekts.
Im Jahr 1985 gründete er auch die Free Software Foundation (kurz FSF), um die Bewegung zu unterstützen.

## Philosophie
Die Philosophie der Bewegung ist, dass die Nutzung von Computern nicht dazu führen sollte, dass Menschen an der Zusammenarbeit gehindert werden. In der Praxis heißt das, proprietäre Software – die solche Restriktionen verhängt – ist zurückzuweisen und Freie Software zu fördern, mit dem ultimativen Ziel, jeden im Cyberspace zu befreien – ergo jeden Computernutzer. Stallman bemerkte, dass diese Handlung den Fortschritt der Technologie eher fördert als hindert, da „es bedeutet, dass dadurch verschwenderischer Aufwand für duplizierte Systemprogrammierung verhindert wird. Dieser Aufwand kann stattdessen in die Verbesserung des ‚State of the Art‘ gesteckt werden.“
Mitglieder der Freie-Software-Bewegung glauben, dass alle Softwarenutzer die Freiheiten, die in der Definition freier Software gelistet sind, haben sollten. Viele von ihnen halten es für unmoralisch, Menschen diese Freiheiten zu verbieten oder Nutzern an der Ausübung dieser zu hindern, weil diese Freiheiten benötigt werden, um eine vernünftige Gesellschaft, in der Softwarenutzer sich gegenseitig helfen können und die Kontrolle über ihren Computer haben, zu erschaffen.
Einige Nutzer und Programmierer Freier Software hingegen halten proprietäre und lizenzierte Software nicht für strikt unmoralisch; als Gründe führen sie die bessere Profitabilität von Geschäftsmodellen für proprietäre Software oder technische Eigenschaften und Zweckdienlichkeit an.

“While social change may occur as an unintended by-product of technological change, advocates of new technologies often have promoted them as instruments of positive social change.”

„Während der soziale Wandel als ein unbeabsichtigtes Nebenprodukt des technologischen Wandels auftreten kann, haben Befürworter neuer Technologien diese oft als Instrumente des positiven sozialen Wandels beworben.“

Dieses Zitat des Professors der San José State University erklärt viel über die Philosophie oder die Gründe dafür, dass es die Freie-Software-Bewegung gibt. Wenn man annimmt, dass der soziale Wandel vom technologischen Fortschritt nicht nur beeinflusst, sondern in mancher Hinsicht auch dirigiert wird, ist es dann ethisch vertretbar, diese Technologien gewissen Menschen vorzuenthalten? Wenn jetzt nicht gerade direkt um einen Wandel auszulösen, dann ist die Bewegung da, um ein Bewusstsein über die Effekte, die wegen der physischen Dinge um uns herum geschehen, zu fördern. Ein Computer zum Beispiel ermöglicht uns dermaßen viele Freiheiten, die wir ohne einen Computer nicht hätten. Aber sollten diese technologischen Mittel implizierte Freiheiten sein oder eher doch selektive Privilegien? Die Debatte über die Moral beider Seiten ist für die Freie-Software-Bewegung ein schwieriges Thema, um mit der jeweiligen Opposition Kompromisse zu schließen.
Die FSF glaubt auch, dass jede Software freie Dokumentation (siehe auch GNU-Lizenz für freie Dokumentation) braucht, besonders weil gewissenhaften Programmierern ermöglicht sein sollte, Handbücher zu aktualisieren, um Modifikationen, die sie an der Software vorgenommen haben, widerzuspiegeln. Bezüglich anderer Arten geschriebener Werke sieht die FSF weniger Bedarf für die Freiheit zum Abändern.
In der Freie-Software-Bewegung spezialisiert sich die „FLOSS-Manual Foundation“ (kurz FM) mit dem Ziel, solche Dokumentationen bereitzustellen. Mitglieder der Freie-Software-Bewegung befürworten, dass Werke, die einem praktischen Zweck dienen, frei sein sollten.

## Tätigkeiten

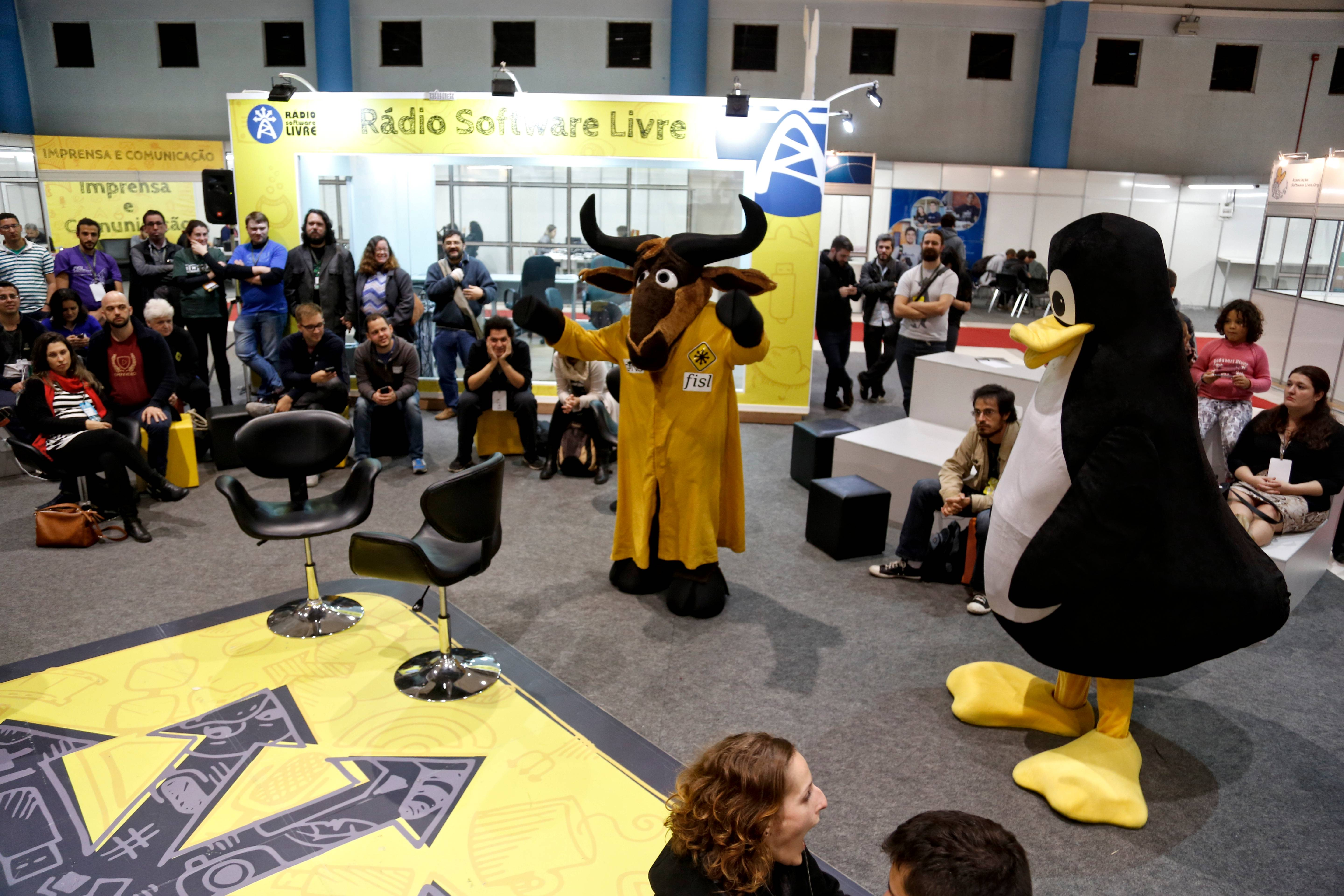
GNU- und Tux-Maskottchen umringt von Unterstützern der Freien Software beim International Free Software Forum (2016)

### Schreiben und verbreiten Freier Software
Die Kernarbeit der Freien-Software-Bewegung fokussiert sich auf die Entwicklung von Software. Die Freie-Software-Bewegung meidet proprietäre Software und weigert sich, solche Software zu installieren, die ihr die Freiheiten von Freier Software nicht gibt. Nach Aussage von Stallman:

“The only thing in the software field that is worse than an unauthorised copy of a proprietary program, is an authorised copy of the proprietary program because this does the same harm to its whole community of users, and in addition, usually the developer, the perpetrator of this evil, profits from it.”

„Das Einzige was im Bereich Software noch schlimmer ist als eine unautorisierte Kopie von einem proprietären Programm, ist eine autorisierte Kopie eines proprietären Programms, weil dieses denselben Schaden an der ganzen Gemeinschaft von Nutzern (außerdem zu meist auch den Entwicklern) zufügt. Nur der Verursacher dieses Übels profitiert von ihm.“

### Bewusstseinsbildung
Einige Unterstützer der Freien-Software-Bewegung halten öffentliche Reden oder mieten Messestände an softwarebezogenen Konferenzen, um Bewusstsein für die Software-Freiheiten zu fördern. Diese Tätigkeit wird in der Bewegung als sehr wichtig empfunden, da viele Leute heutzutage bereits freie Software nutzen, aber gar nicht wissen, dass es sich dabei um freie Software handelt; solche Menschen würden früher oder später auch nicht freie Software als Ersatz akzeptieren oder diese unbewusst zu ihrer freien Software hinzufügen.

### Ethische Gleichwertigkeit
Margaret S. Elliot, eine Forscherin am Institut für Software an der California Irvine Universität, umreißt nicht nur viele Vorteile, die von einer Freie-Software-Bewegung kommen können; sie fordert auch, dass es eine inhärente Notwendigkeit sei, jedem Menschen die gleichen Möglichkeiten der Internetnutzung zu geben – unter der Annahme, dass Computer global zugänglich sind. Da die Welt sich heute stärker auf Technologien und deren Fortschritt stützt, wäre das Erstellen eines selektiven Internets, das es nur einigen wenigen erlaubt, frei im Netz zu surfen, laut Elliot absurd. Wenn es den Wunsch nach dem Leben in einer stärker verbundenen Welt gibt, die von Kommunikation und globaler Hilfsbereitschaft profitiert, dann ist weltweit Freie Software erstrebenswert – nach Aussage vieler Förderer des Bewusstseins über die Freie-Software-Bewegung. Die von den GNU-Leuten entfachten Ideen sind ein Ansatz, um eine „kooperative Umwelt“ voranzutreiben, die die Vorteile einer lokalen und einer globalen Gemeinschaft zu nutzen versteht.

## Gesetzgebung
Die Bewegung hat ein hohes Maß an Lobbyarbeit gegen Softwarepatente und die Erweiterung der Copyright-Gesetze aufgewendet. Weitere Lobbyarbeit fokussiert auf die Nutzung Freier Software in staatlichen Betrieben und staatlich geförderten Projekten.
Die venezolanische Regierung verabschiedete im Januar 2006 ein Freies-Software-Gesetz. Die Verordnung Nr. 3,390 verpflichtete alle staatlichen Betriebe, innerhalb von zwei Jahren auf Freie Software zu migrieren.
Die Kongressabgeordneten Edgar David Villanueva und Jacques Rodrich Ackerman waren entscheidend, um in der Republik Peru das Gesetz 1609 „Freie Software in öffentlichen Verwaltungen“ einzuführen. Dieser Vorfall zog unmittelbar die Aufmerksamkeit von Microsoft Inc. auf Peru; der Generaldirektor schrieb daraufhin Edgar David Villanueva persönlich einen Brief. Villanuevas Antwort darauf bekam weltweite Beachtung und wird heute noch als klassischer Beitrag in der Argumentation von Freier Software in Regierungen angesehen.
Auch in den USA gab es Anstrengungen, um Gesetze auf Bundesstaatsebene zu verabschieden, die die Nutzung von Freier Software in staatlichen Agenturen forderten.

## Untergruppen und Glaubensspaltungen
Wie in vielen sozialen Bewegungen, so gab es auch in der Freie-Software-Bewegung einen andauernden inneren Konflikt zwischen Persönlichkeiten sowie zwischen Unterstützern der Bewegung, die Kompromisse oder demgegenüber die strikte Einhaltung der Werte forderten.

### Open Source
Obwohl damals kommerzielle Freie Software nicht unüblich war, als im Jahr 1998 Netscape ankündigte, ihren populären Webbrowser frei zu machen, wurde eine Strategiesitzung abgehalten, um einen stärkeren Business-Case für Freie Software zu entwickeln, der sich mehr auf Technologie als auf (Geschäfts-)Politik fokussiert.
Hiernach gründeten Eric Raymond und Bruce Perens die Open Source Initiative (kurz OSI), um den Begriff Open-Source-Software als einen alternativen Begriff für Freie Software voranzutreiben. OSI wollte die erkannten Defizite in der Technologie adressieren, aber auch einige Mitglieder von OSI waren mit der Position der Freien-Software-Bewegung, dass nicht Freie Software ein soziales Problem und unethisch sei, nicht einverstanden. Sie argumentierten stattdessen, dass Open-Source ein besseres Modell für Softwareentwicklung sei.
Letzteres wurde die Ansicht von Menschen wie Eric Raymond und Linus Torvalds, während Bruce Perens meinte, dass Open-Source einfach dazu diene, Freie Software unter einer neuen Marke beliebt zu machen.
Einige Vertreter Freier Software nutzen den Begriff Free/Libre Open Source Software (kurz FLOSS) als einen Kompromiss. Dieser soll unter Berufung auf beide Philosophien die Befürworter Freier Software und die Befürworter von Open-Source-Software zusammenbringen, um an Projekten mit mehr Zusammenhalt zu arbeiten. Einige Nutzer halten solch einen Kompromissbegriff für ideal, um beides – die Freiheiten für Softwarenutzer sowie das wirtschaftlich überlegene Entwicklungsmodell von Open-Source – zu befördern. Dieser vereinende Ansatz bekommt dadurch Rückenwind, dass die überwältigende Mehrheit der OSI-anerkannten Lizenzen und selbsternannten Open-Source-Programme auch mit dem Formalismus der Freien Software kompatibel ist und umgekehrt.
Auch wenn einige Leute die Konzepte von „Open-Source-Software“ und „Freier Software“ verbinden, stehen diese für unterschiedliche Ideen und Werte. Diese Doppeldeutigkeit begann 1998, als in der Freien Softwaregemeinschaft die Praxis begann, den Begriff „Open-Source-Software“ in Abgrenzung zu „Freier Software“ zu benutzen; damit differenzierten sie sprachlich, was sie taten. Die Open-Source-Bewegung betrachtet offene Software mehr als eine praktische Frage denn als ethisches Dilemma. Sie legt den Hauptfokus auf die Software-Entwicklung und sieht unfreie Software zwar als keine gute, aber dennoch als eine akzeptable Lösung an.
Die Freie-Software-Bewegung dagegen betrachtet Freie Software als eine moralische Notwendigkeit. Proprietäre Software sollte aus eigennützigen und aus sozialen Gründen zurückgewiesen werden. Nur Freie Software sollte entwickelt und gelehrt werden, um dem Ziel gerecht zu werden, Computertechnik so nutzbringend wie möglich für die Menschheit zu machen. Es wird argumentiert, dass alle ökonomischen und technischen Vorteile, die Freie Software bringt, aus den Rechten, die Entwickler und Nutzer genießen, resultieren. Ein Beispiel hierfür ist die Mitbestimmungsmöglichkeit, die das Design Freier Software zum Schädigen oder Ausspähen von Nutzern sehr unwahrscheinlich macht.
Gleichzeitig wurden die Vorteile, die die Open-Source-Bewegung lieferte, innerhalb und außerhalb der Freie-Software-Bewegung in Frage gestellt. Es ist unklar, ob Freie und Open-Source-Software wirklich zu performanterem und weniger verwundbarem Code führt, da die Forscher Robert Glass und Benjamin Mako Hill statistisch darlegten, dass dies gewöhnlich nicht der Fall wäre.

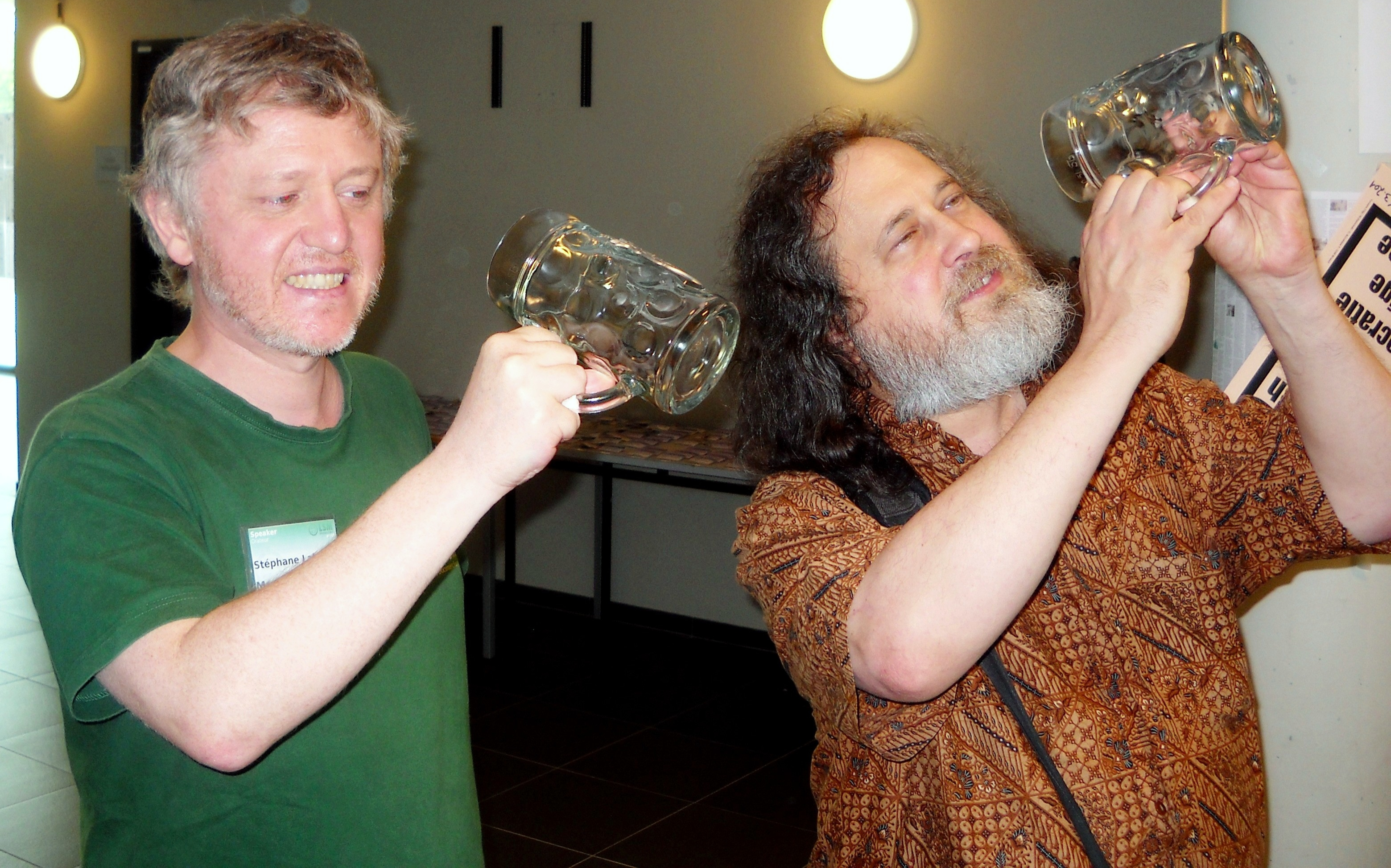
Veranschaulichung des Spruches „Frei wie in freie Rede und nicht wie in Freibier.“ (2013)

In Bezug auf die Bedeutung und das Missverständnis über das englische Wort „free“ (deutsch „frei“, aber auch „kostenlos“) haben sich Vertreter der Freie-Software-Bewegung auf die Suche nach weniger missverständlichen Begriffen und Analogien gemacht, um das Wirrwarr betreffend Rentabilität Freier Software zu beenden. Ein Beispiel ist der Ausspruch „Freibier versus freie Rede“. Das aus dem Spanischen oder Französischen geliehene Adjektiv „libre“ erlangte im englischsprachigen Teil der Bewegung Bedeutung, da dieses unmissverständlich klarstellt, dass sich Freie Software auf den Begriff Freiheit bezieht. Auch der Begriff „Open-Source“ führt zu Missverständnissen, da häufig angenommen wird, dass die Offenlegung von Quellcode bereits ausreicht, um die Open-Source-Kriterien zu erfüllen. In Indien, wo die Freie-Software-Bewegung viele Anhänger hat, hat selbst die Regierung eine Richtlinie adaptiert um dort den Begriff „swatantra“ als Ersatzwort für den Begriff „frei“ einzuführen.
Der Wechsel von der Freien-Software-Bewegung zur Open-Source-Bewegung hatte negative Auswirkungen auf die Entwicklung der Gemeinschaft – nach Aussage von Christopher Kelty, der ein ganzes wissenschaftliches Kapitel in seinem Werk Theorizing Media and Practice der Freien-Software-Bewegung widmet. Die Open-Source-Bewegung verneint, dass die Selektivität und Privatisierung von Software unethisch seien. Obwohl die Open-Source-Bewegung auf dieselben sozialen Vorteile wie die Freie-Software-Bewegung hinarbeitet, behauptet Kelty, dass – indem man den grundlegenden Glauben der Freien Software Befürworter missachtet – man das vorherige Argument ad absurdum führt. Wenn als ethisch vertretbar angesehen wird, dass das Internet und andere Technologien auf diejenigen Nutzer, die die Mittel für die Nutzung der Software besitzen, beschränkt wird, dann gibt es keine Argumentation gegen den heutigen Zustand; es gibt keine Notwendigkeit sich zu beschweren, wenn alle Sittlichkeit in Kraft ist.
Obwohl die Bewegungen unterschiedliche Werte und Ziele haben, arbeiten Vertreter aus beiden Lagern zusammen, wenn es um die Umsetzung praktischer Projekte geht.
Im Jahr 2005 erachtete Richard Glass die Unterschiede als eine „ernsthafte Fraktur“, die zwar „lebenswichtig für beide Seiten der Fraktur“, aber nur „wenig wichtig für alle anderen, die die Bewegung aus der Softwareentwicklungsperspektive studieren“, da sie nur eine „kleine Auswirkung auf diesen Bereich“ hatte.

### Stallman und Torvalds

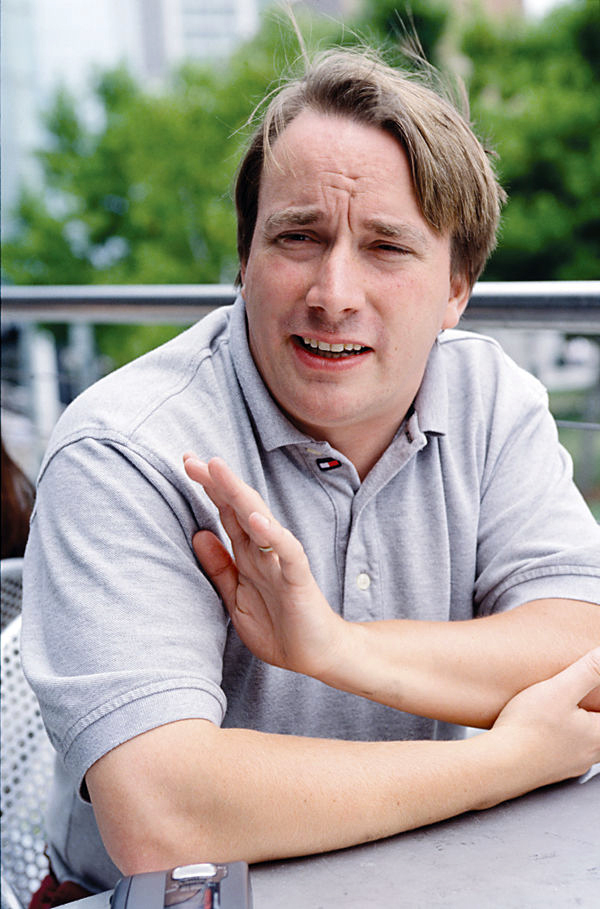
Finnischer Softwareentwickler Linus Torvalds (um 2004)

Die zwei prominentesten Personen, die man mit der Bewegung in Verbindung bringt, sind Richard Stallman und Linus Torvalds. Sie können als Repräsentanten für wertebasierende versus apolitische Philosophie gesehen werden – genauso wie die GNU versus Linux Programmierstile. Paradoxerweise konnte man aber nur durch die Symbiose beider Arbeiten ein komplettes Betriebssystem schaffen, das heute unter dem Namen GNU/Linux (oder einfach nur Linux) bekannt ist. Im GNU/Linux-Namensstreit argumentiert die FSF für den Begriff „GNU/Linux“, weil GNU bereits als langjähriges Projekt für die Entwicklung eines freien Betriebssystems galt und nur noch ein Kernel fehlte, um ein solches zu vervollständigen. GNU ist jedoch nicht die einzige Möglichkeit, ein Linux-basiertes Betriebssystem zu erhalten. Beispielsweise ist Chimera Linux komplett GNU-frei, indem es auf große Teile von FreeBSD zurückgreift und mit LLVM statt mit GCC übersetzt wird, aber auch z. B. Alpine Linux ersetzte Teile des GNU-Projekts durch quelloffene Alternativen, wie etwa die GNU-C-Bibliothek (glibc) durch das leichtgewichtigere musl.

## Messung des Fortschritts
Der Onlinedienst Open Hub (gegründet 2004 und gestartet 2006) überwacht die Entwicklungsaktivität in der Gemeinschaft für Freie Software und bietet detaillierte Metriken und quantitative Analysen für Wachstum und Popularität von freien Projekten und freien Programmiersprachen an.

## Kritik und Kontroverse

### Sollten Prinzipien kompromittiert werden?
Eric Raymond kritisierte im Jahr 2006 die zu langsame Geschwindigkeit, mit der die Freie Software voranschreitet und schlug temporäre Kompromisse zugunsten schnellerer Erreichung von Zielen auf lange Sicht vor. Raymond argumentierte, dass das die Aufmerksamkeit der jeweiligen Software errege und folglich den Einfluss der Freien-Software-Bewegung auf relevante Standards und Gesetze erheblich verbessern könnte.
Richard Stallman dagegen sieht die jetzige Kompromissebene als weitaus größeren Grund zur Sorge.

### Wie sollen Programmierer bezahlt werden?
Stallman sagte, dass das genau der Punkt sei, indem für Leute Missverständnisse vom Begriff „frei“ entstehen. Es sei nichts verwerflich daran, als Programmierer für ein geplantes Projekt Bezahlung zu verlangen, es gelte jedoch als Vorstoß gegen die Freiheit, die Nutzerentscheidungen einzuschränken oder diese zu kontrollieren. Stallman meint auch, dass in einigen Fällen monetärer Anreiz nicht für die Motivation notwendig sei, da die Freude Kreativität auszudrücken eine Belohnung an sich darstelle.

### „Virale“ Lizenzierung
Die Freie-Software-Bewegung verfechtet das Copyleft-Lizenzierungsschema (oft pejorativ als „virale Lizenz“ bezeichnet). In seiner stärksten Form mandatiert Copyleft, dass jedes von einer Copyleft-lizenzierten Software abgeleitete Werk ebenfalls eine Copyleft-Lizenz mitführen muss, damit die Lizenz sich von Werk zu Werk wie ein Computervirus verbreiten kann. Diese Auslieferungsbedingungen können jedoch nur durch geltendes Copyright durchgesetzt werden.
Kritiker zweifeln an Copyleft-Lizenzierung an, dass die Idee von einschränkenden Modifikationen nicht auf einer Linie mit den Schwerpunkten verschiedener „Freiheiten“ der Bewegung sind, insbesondere dann wenn man sich alternative Lizenzen wie z. B. die MIT-Lizenz, die BSD-Lizenz und die Apache-Lizenz ansieht, die weitaus liberaler formuliert sind.
Befürworter hingegen genießen die Sicherheit, dass Copyleft-lizenzierte Werke unter keinen Umständen in nicht-Freie-Software-Projekte integriert werden können.
Sie betonen aber, dass Copyleft-Lizenzen nicht für alle funktionieren und man sich in jedem Fall als Entwickler einfach entscheiden kann, Copyleft-lizenzierte Software nicht zu verwenden.